# 용담
용담(龍膽)은 용담과에 속하는 여러해살이풀로 산지의 풀밭에서 자라며, 한국·일본·만주 및 시베리아 동부 등지에 분포한다.
높이는 약 30-100cm이고 꽃은 종 모양의 자주색 또는 노란색이며 8~10월에 핀다. 잎은 바소 모양(원형)이다. 굵은 수염뿌리를 말린 것을 용담이라 하며 매우 쓴 맛이 난다. 보통 달여서 건위제로 쓴다. 열매는 10~11월에 맺으며 시든 꽃부리와 꽃받침에 달려 있다. 종자는 작은 것들이 씨방에 많이 들어 있다.
꽃말은 '애수', '당신이 슬플 때 나는 사랑한다.'

## 관리 및 번식법
관리법 : 실내.외 어디에 심어도 좋다. 실내에서 키울 때는 가지를 6월경까지는 계속 잘라 짧게 만들어주어야 하고 7월부터 올라오는 가지는 그대로 두어야 그곳에서 꽃을 피운다. 외부에서 키울 때는 흙속에 유기질을 많이 넣어두면 꽃봉오리가 많아지고 튼튼하게 자란다. 직접적인 광을 받는 곳에서는 잎끝이 타는 현상이 발생한다.
번식법 : 봄에 올라오는 줄기를 5~6월경에 잘라 꺾꽂이를 하거나, 이른 봄에 포기나누기를 한다. 종자는 먼지처럼 씨방에 들어있기 때문에 꽃 한송이에서 얻는 종자는 상당히 많다. 하지만 종자발아율이 너무 낮기 때문에 가능한 한 많은 종자를 이른 봄 화분에 뿌리는 것이 좋다.

## 약효
뿌리는 고미건위, 소영약으로 쓰인다.

## 참고 자료
- 이 문서에는 다음커뮤니케이션(현 카카오)에서 GFDL 또는 CC-SA 라이선스로 배포한 글로벌 세계대백과사전의 내용을 기초로 작성된 글이 포함되어 있습니다.